# 帕內爾站
帕內爾站（英語：Parnell）是一個位於愛爾蘭都柏林市中心的都柏林轻轨站，在2017年通車，為綠線延伸工程至布魯姆橋的其中一個車站。車站位於帕內爾街行人道上，只有南行方向，附近是詹姆斯·乔伊斯中心，都柏林作家博物馆和蒙乔伊广场。